# Micaria seymuria
Micaria seymuria – gatunek pająka z rodziny worczakowatych.
Gatunek ten został opisany w 2005 roku przez Tatianę K. Tunewą.
Pająk o ciele długości 5,85 mm, w tym 2,35 mm karapaksu. Karapaks brązowy. Odwłok i nogogłaszczki żółtobrązowe. Samica ma dobrze zaznaczone, równoległe krawędzie przegrody epigynum i V-kształtne receptaculum, które nie sięga przedniej krawędzi epigynum.
Gatunek palearktyczny, znany z okolic Zajsanu w obwodzie wschodniokazachstańskim.